# Colonia Rincón Viejo
Colonia Rincón Viejo är en ort i Mexiko.   Den ligger i kommunen Matías Romero Avendaño och delstaten Oaxaca, i den sydöstra delen av landet, 500 km sydost om huvudstaden Mexico City. Colonia Rincón Viejo ligger 202 meter över havet och antalet invånare är 8 540.
Terrängen runt Colonia Rincón Viejo är kuperad åt nordväst, men åt sydost är den platt. Terrängen runt Colonia Rincón Viejo sluttar österut. Runt Colonia Rincón Viejo är det ganska glesbefolkat, med 23 invånare per kvadratkilometer. Närmaste större samhälle är Matías Romero, 1,2 km sydost om Colonia Rincón Viejo. Omgivningarna runt Colonia Rincón Viejo är en mosaik av jordbruksmark och naturlig växtlighet.